# SIMPLE (détecteur)
SIMPLE (acronyme anglais pour Superheated Instrument for Massive ParticLe Experiments, qui pourrait se traduire par « instrument en surchauffe pour des expériences massives sur les particules ») est une expérience de recherche dont le but est de trouver des évidences directes de la matière noire. Elle est située dans une cave de 61 m3 au niveau 500 du laboratoire souterrain à bas bruit (LABB), près d'Apt, dans le sud de la France. L'expérience est principalement sensible aux interactions dépendantes du spin des weakly interacting massive particles (connues également sous le nom de WIMPs).
SIMPLE est une collaboration internationale dont les membres proviennent du Portugal, de la France et des États-Unis.

## Conception
Le détecteur SIMPLE est basé sur des détecteurs de gouttelettes en surchauffe (Superheated Droplet Detectors, ou SSDs, en anglais), une suspension de 1 à 2 % de gouttelettes en surchauffe de C2ClF5 liquide (d'environ 30 µm de rayon) dans une matrice de gel viscoélastique de 900 ml, qui subissent des transitions à la phase gazeuse à cause de l'augmentation d'énergie générée par la radiation incidente. Le fluide frigorigène, du fréon, est employé comme masse active.
Dans la pratique, chaque gouttelette se comporte comme une chambre à bulles en miniature. Une fois qu'une nucléation a eu lieu, l'onde de choc acoustique est captée par des microphones. Chaque signal acquis peut être discerné entièrement par rapport au bruit acoustique externe, au bruit associé au gel et, plus récemment, selon le type de particule. Les détecteurs sont généralement employés à ~200 kPa et à ~280 K. En raison de la technique employée pour les fabriquer, les SSDs sont pratiquement insensibles au rayonnement de fond, et leur sensibilité peut être ajustée en contrôlant la température et la pression de chaque appareil.

## Résultats
Les analyses finales de la phase II ont été publiées dans le journal Physical Review Letters en 2012. Des limites pour des sections transversales dépendantes du spin ont été établies pour des WIMPs légers.